# Cheirolophus massonianus
Espèce
Statut de conservation UICN

 EN  : En danger
Cheirolophus massonianus est une espèce de plante à fleurs de la famille des Asteraceae. C'est une plante endémique de l'île de Madère. En danger critique d'extinction, cette espèce est sauvegardée au Conservatoire botanique national de Brest.

## Galerie photos

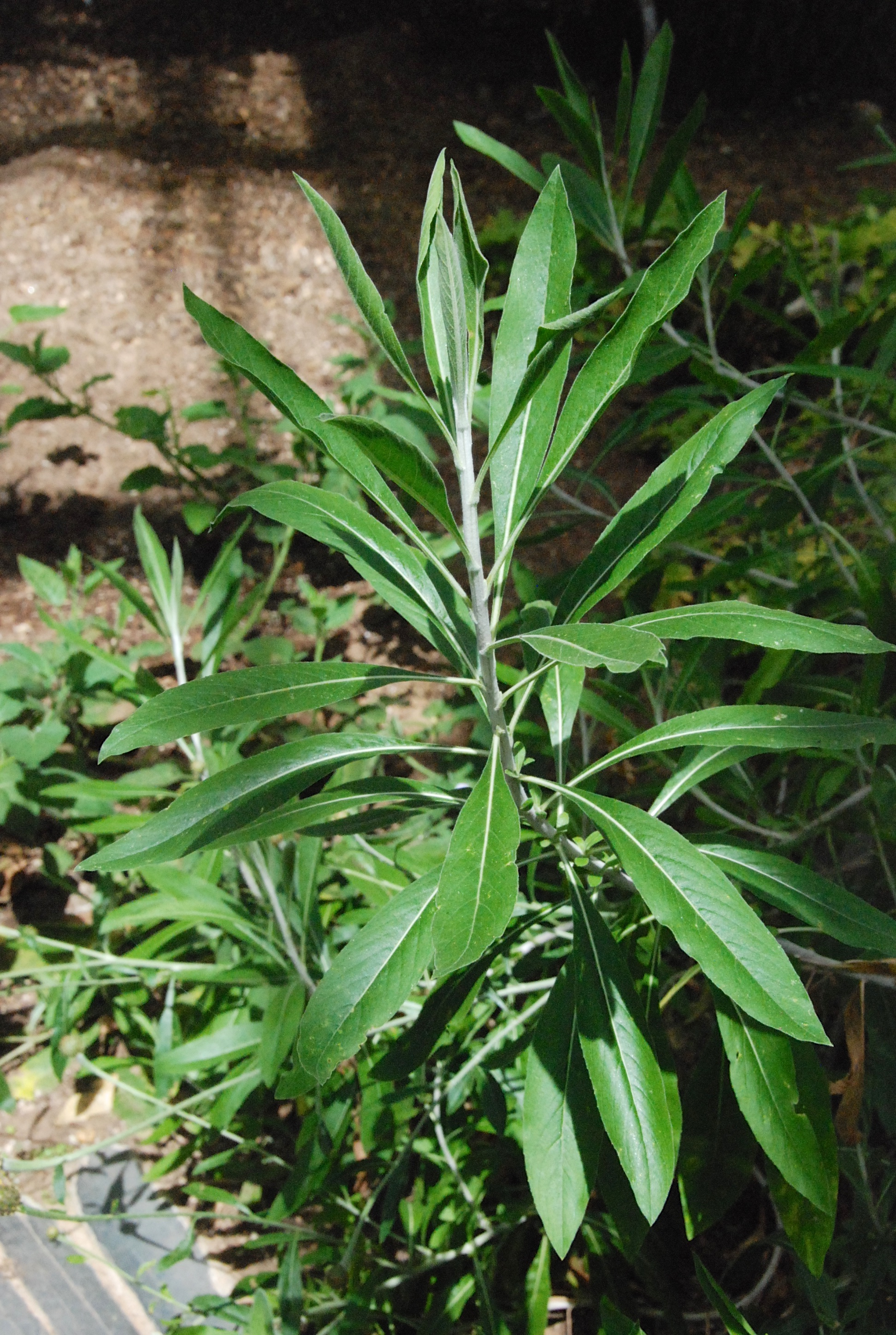
Plant de Cheirolophus sous serre.
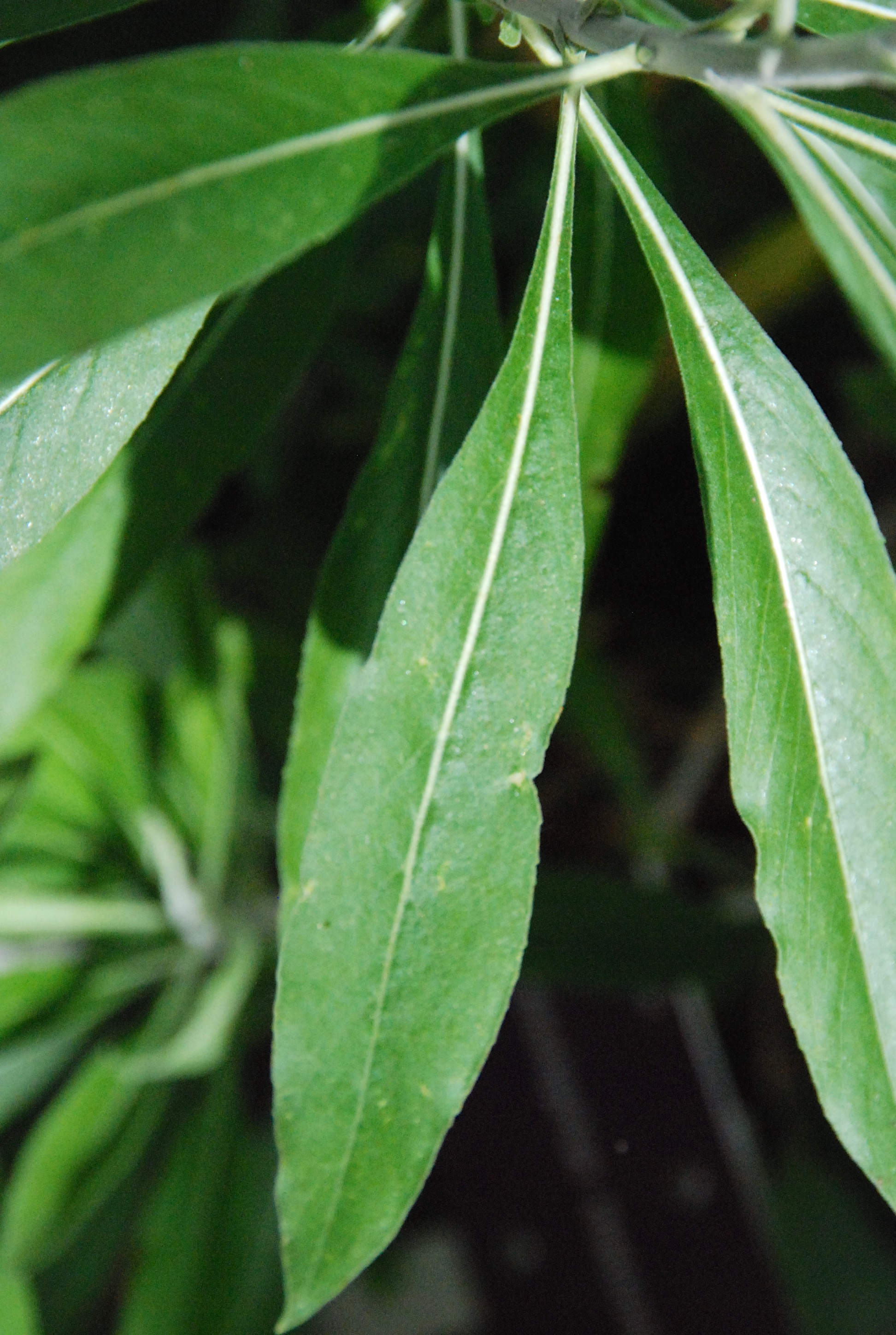
Feuilles.
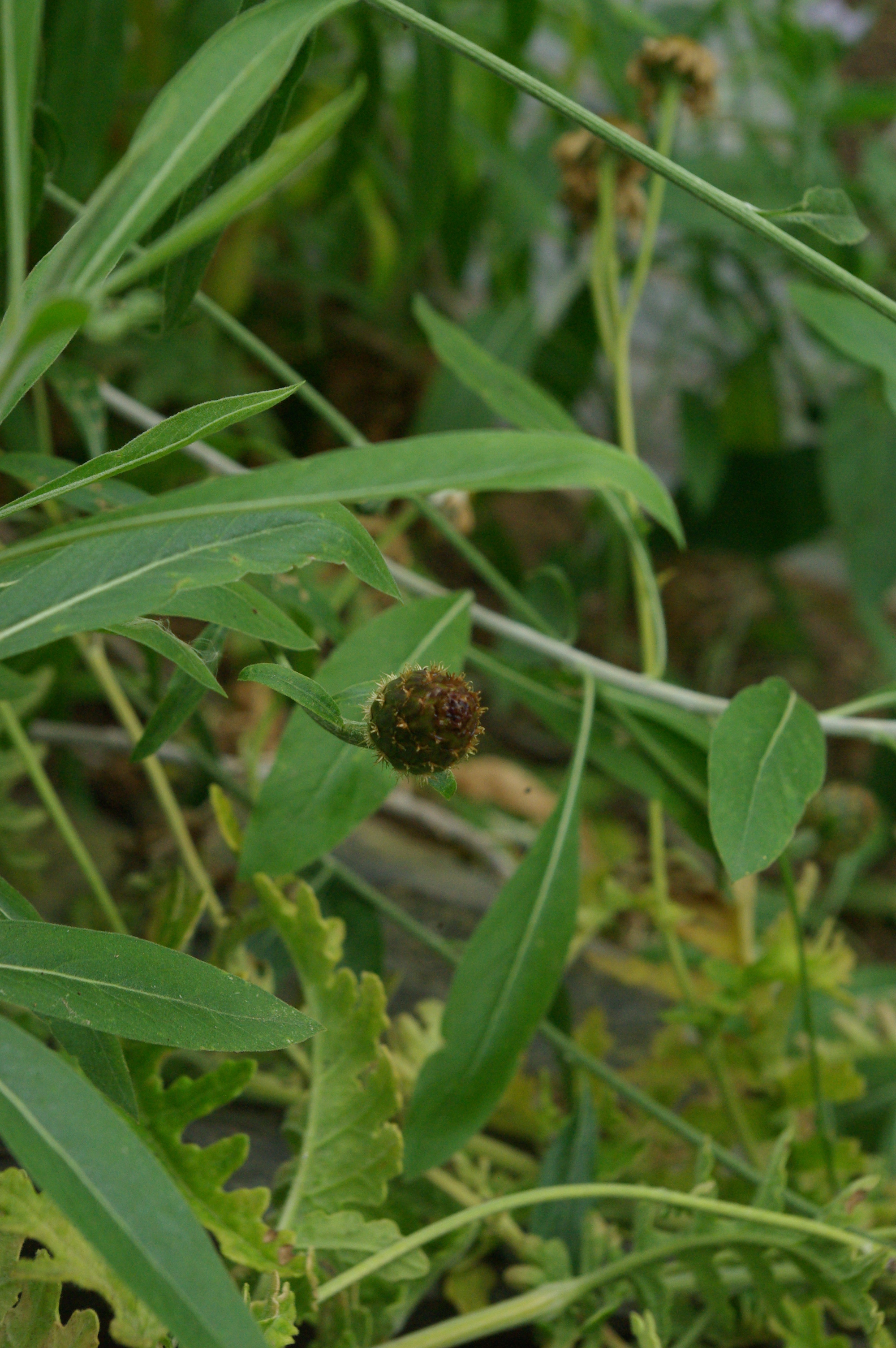
Fleur en bouton.
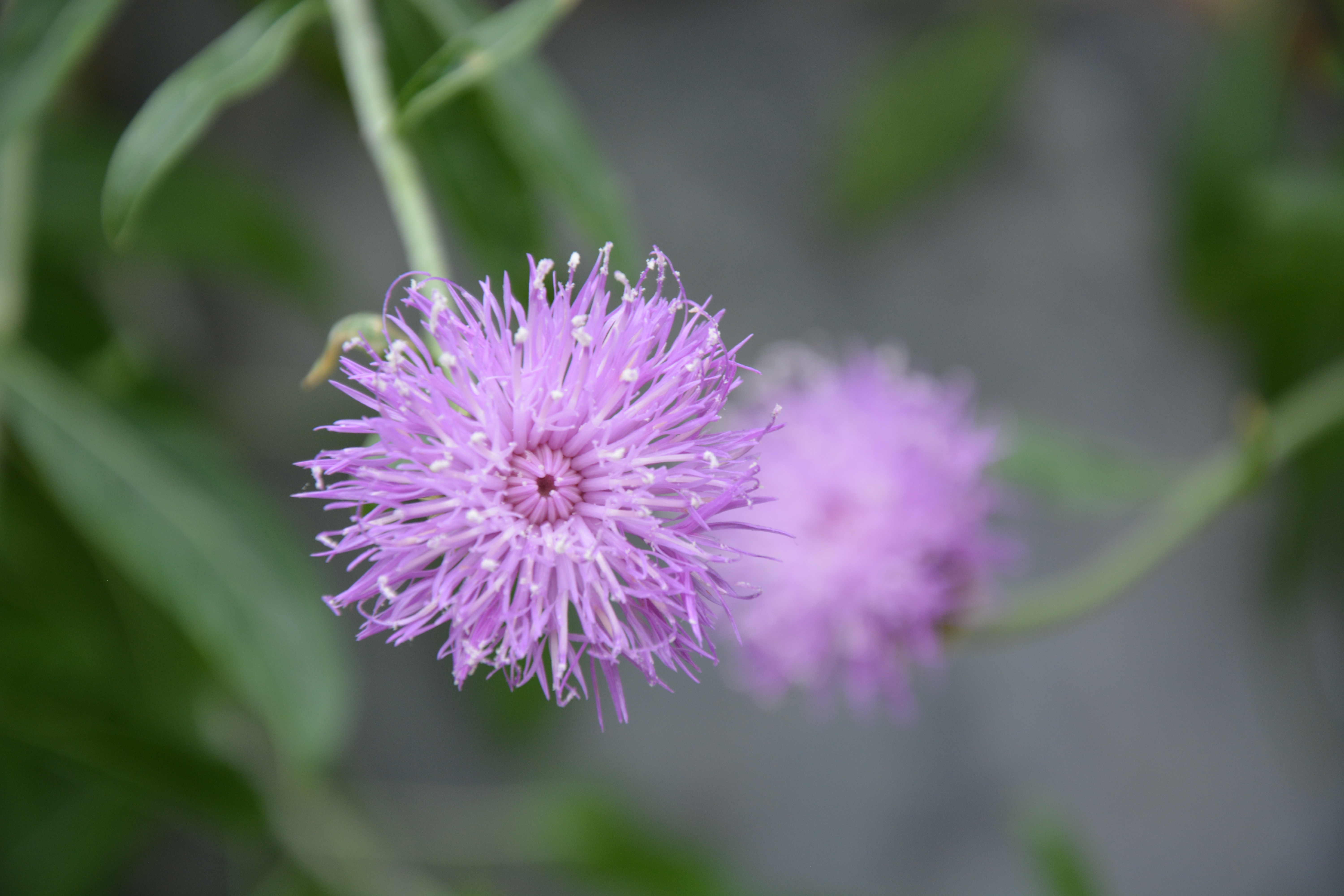
Fleur.

## Description

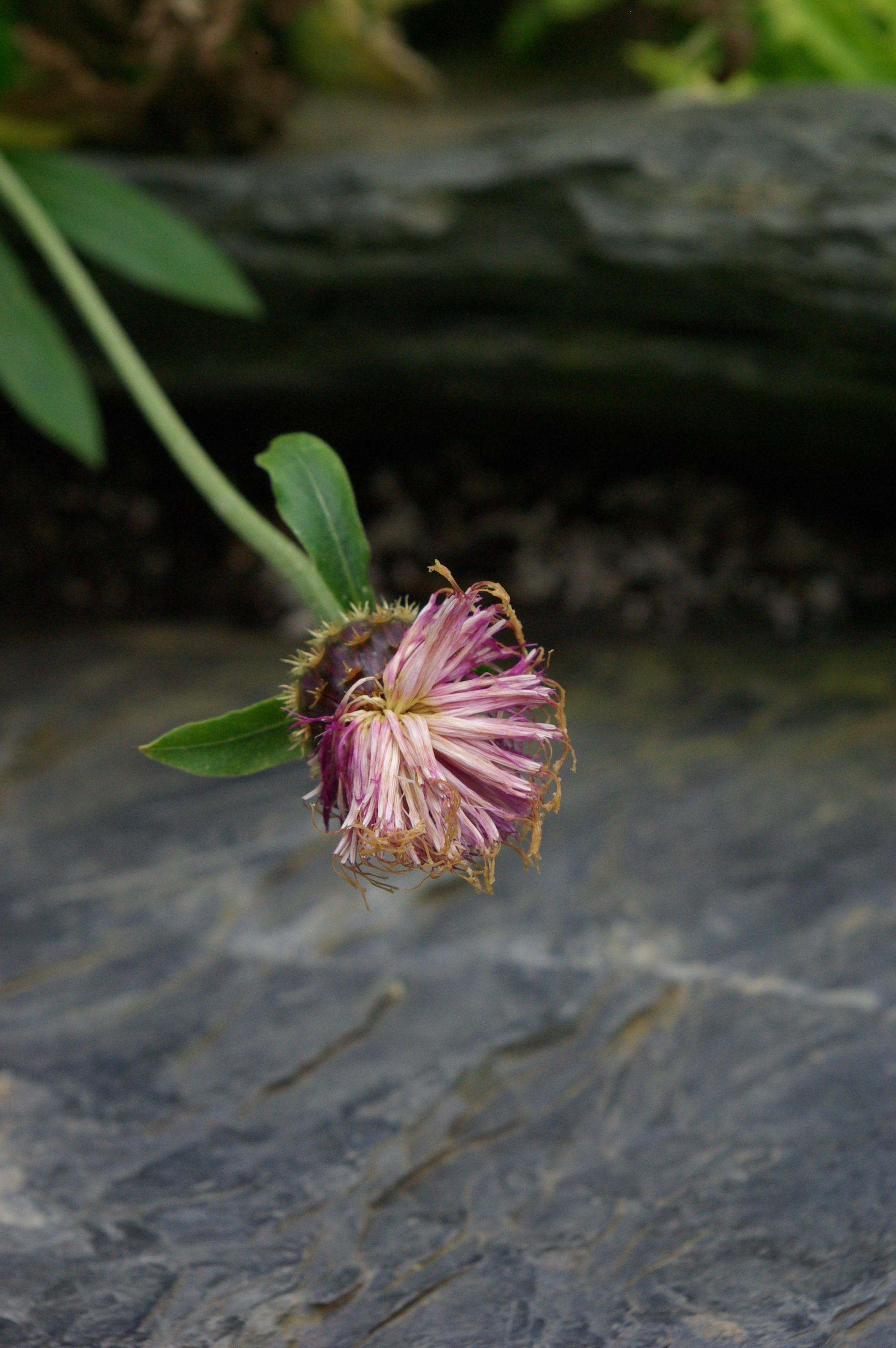
Inflorescence de Cheirolophus massonianus.